# یواس‌اس اکسولتانت (ای‌ام-۴۴۱)
یواس‌اس اکسولتانت (ای‌ام-۴۴۱) (به انگلیسی: USS Exultant (AM-441)) یک کشتی بود که طول آن ۱۷۲ فوت (۵۲٫۴۳ متر) بود. این کشتی در سال ۱۹۵۳ ساخته شد.